# Gustave Samazeuilh

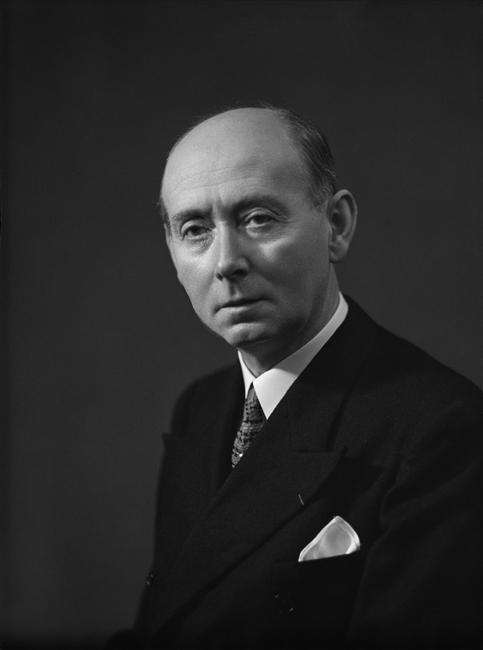
Gustave Samazeuilh in 1937

Gustave Marie Victor Fernand Samazeuilh (Bordeaux, 2 juni 1877 - Parijs, 4 augustus 1967) was een Franse componist, pianist en muziekcriticus.

## Levensloop

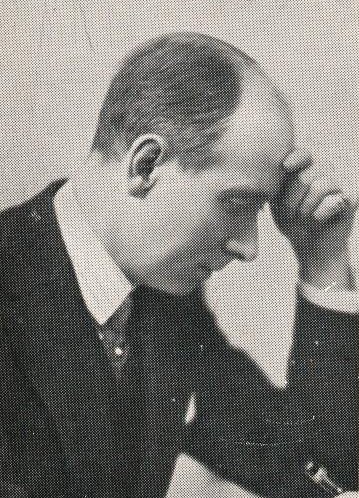
Samazeuilh in 1930

Hij was een zoon van de bankier Fernand Samazeuilh. Via zijn moeder Marie Elise Lefranc was hij een kleinzoon van de republikeinse politicus Victor Lefranc.
Samazeuilh studeerde aanvankelijk rechten, maar de muziek trok meer. Zijn vader was een groot muziekliefhebber en rekende César Franck, Emmanuel Chabrier, Gabriel Faure, Henri Duparc, Vincent d'Indy, Ernest Chausson en Paul Dukas tot zijn vrienden. Hij stimuleerde de muzikale ambities van zijn zoon en nam hem in 1896 mee naar de Bayreuther Festspiele, waar hij Der Ring des Nibelungen van Wagner leerde kennen.
De meeste muziekleraren die Samazeuilh had, waren volgelingen van de in 1890 overleden Franck, waardoor ook hij diens invloed onderging. Hij had privéles van Chausson. Na diens plotselinge dood in 1899 schreef hij zich in bij de Schola Cantorum de Paris en volgde de lessen van D'Indy en Charles Bordes. Daarnaast was ook Dukas voor hem een belangrijke leidsman. Hij raakte bevriend met vooraanstaande musici van zijn tijd - onder wie Georges Enesco, Gabriel Fauré, Maurice Ravel, Albert Roussel, Arthur Honegger en Richard Strauss. Hij propageerde Strauss' werk in Frankrijk. 
Naast een carrière als pianist werd hij een bekende muziekcriticus. Hij schreef voor onder meer La République française en La Revue musicale. Daarnaast was hij actief als musicoloog en publiceerde een boekje over Paul Dukas en diverse studies over Ernest Chausson. Hij vertaalde liederen van Schubert en de libretti van Wagners Tristan und Isolde en Strauss' Capriccio in het Frans. Hij maakte ook meer dan honderd transcripties voor piano (deels à quatre-mains) van orkestwerken van andere componisten. Vooral bekend is zijn bewerking voor fluit (of viool) met piano van de Prélude à l'après-midi d'un faune van Debussy.
In 1947 publiceerde Samazeuilh een bundel artikelen die hij tussen 1925 en 1940 geschreven had, met herinneringen aan tijdgenoten.
Gustave Samazeuil was 90 jaar toen hij in 1967 in Parijs overleed.

## Composities
Als componist is hij de schepper van een fijnzinnig en persoonlijk oeuvre van bescheiden omvang. Zijn stijl combineert de laatromantische, op klassieke vormprincipes gebaseerde stijl van Franck en D'Indy met impressionistische invloeden van Debussy. Ook van zijn vrienden Dukas en Ravel heeft hij veel geleerd. In de laatste twintig jaar van zijn leven componeerde hij vrijwel niet meer. Zijn werken worden weinig meer gespeeld, maar wel bestaan cd-opnamen van zijn complete pianomuziek en een deel van zijn kamermuziek. Van het symfonisch gedicht Nuit... en het "poème lyrique" Le cercle des heures maakte de dirigent Charles Münch in 1943 een opname met de mezzosopraan Éliette Schenneberg en het orkest van het Conservatoire de Paris, die in 2018 op cd werd heruitgebracht.
Pianomuziek
- Suite in g-mineur (1902)
- Petites Inventions (1903)
- Naïades, au soir... (1910)
- Le Chant de la mer (1918-1919)
- Nocturne (1938)
- Esquisses (1944-1945)
- Evocation (1947), ook in versies voor viool en piano (opgedragen aan Georges Enesco) en voor pianotrio

Muziek voor diverse instrumenten
- Sérénade, voor gitaar (1903)
- Lamento e Moto perpetuo, voor viool

Kamermuziek
- Fantaisie élégiaque, voor viool en piano (1896-1913), opgedragen aan Jacques Thibaud en Alfred Cortot
- Strijkkwartet in d-mineur (1898-1900)
- Divertissement et Musette, Nonet, voor strijkers en blazers (1902)
- Sonate voor viool en piano in b-mineur (1902-1903), opgedragen aan Eugène Ysaÿe en Raoul Pugno
- Prélude voor viool of cello met orgel of piano (uitgegeven in 1923)
- Chant d'Espagne, voor klarinet (of viool) en piano (1925)
- Luciole, voor fluit (of klarinet) en piano in Bes-majeur (1933)
- Suite de danses, voor strijktrio (1937)
- Cantabile et Capriccio, voor strijkkwartet (1947)
- Deux pièces brèves, voor viool (of altviool) en piano (1948)

Orkest
- Etude symphonique naar "La Nef" van Élémir Bourges (1905-1906)
- Le Sommeil de Canope (1906-1913), symfonisch gedicht met zang
- Nuit... (1924), symfonisch gedicht
- Naïades, au soir (1924), symfonisch gedicht
- Le Cercle des heures (1933), "poème lyrique"
- L'Appel de la danse, balletmuziek (1946)

Liederen
- Liederen op teksten van Jean Lahor, Camille Mauclair, Maurice Maeterlinck en anderen, waaronder Chanson à ma poupée - Dans la brume argentée - Tendresses - Feuillage du cœur - Japonnerie - Chasses lasses - La Barque - L'âme des iris.